# Championnat d'Algérie de football de deuxième division 2016-2017
Navigation
Ligue 2
2015-2016 Ligue 2
2017-2018
La saison 2016-2017 de Ligue 2 est la 54e édition du Championnat d'Algérie de football D2. Deuxième niveau du football algérien, le championnat oppose seize clubs en une série de trente rencontres jouées durant la saison de football.

## Équipes participantes
Légende des couleurs
- Relégué de Ligue 1 2015-2016
- Promu de DNA 2015-2016

| Club                  | En L2 depuis | Classement 2015-2016 | Entraîneur | Stade                             | Capacité |
| --------------------- | ------------ | -------------------- | --- | --------------------------------- | -------- |
| USM Blida             | 2016         | 14 (L1)              | Saïd Hadj Mansour (22/11/16) Augustin Calin (18/02/17) Kamel Zane                                                                                                | Stade des frères Brakni           | 8 000    |
| RC Arbaâ              | 2016         | 15 (L1)              | Billel Dziri (10/09/16) Mustapha Sebaâ (10/16) Hocine Yahi (10/16) Fawzi Lafri (12/16) Ahmed Karkar (10/02/17) Farid Zemiti                                      | Stade Ismaïl Makhlouf             | 8 000    |
| ASM Oran              | 2016         | 16 (L1)              | Noureddine Saâdi (10/10/16) Mohamed Henkouche (03/01/17) Djamel Benchadli                                                                                        | Stade Habib-Bouakeul              | 15 000   |
| MC El Eulma           | 2015         | 5                    | Rachid Bouarata (23/09/16) Samir Boudjaârane (11/12/16) Aziz Abbès                                                                                               | Stade Messaoud-Zougar             | 25 000   |
| ASO Chlef             | 2015         | 12                   | Younès Ifticene (11/12/16) Youcef Bouzidi (22/01/16) El Hadi Khezzar                                                                                             | Stade Mohamed-Boumezrag           | 20 000   |
| CA Bordj Bou Arreridj | 2014         | 8                    | Aziz Abbès (23/10/16) Abdelkrim Bira (13/02/17) El Hadj Slimani et Salim Foudil (26/02/17) Hocine Bessa et Zoheir Kheddara                                       | Stade du 20-Août-1955             | 30 000   |
| MC Saïda              | 2012         | 11                   | Mourad Rahmouni et Fawzi Moussouni (11/02/17) Mohamed Benchouia                                                                                                  | Stade du 13-Avril-1958            | 30 000   |
| AS Khroub             | 2012         | 10                   | Mohamed Bellechtar et Lazhar Redjimi (11/16) Sofiane Nechma (31/12/16) Mohamed Bellechtar et Lazhar Redjimi (26/02/17) Abdelkrim Latrèche (28/03/17) Ryad Metmet | Stade Abed-Hamdani                | 12 000   |
| A Bou Saâda           | 2013         | 7                    | Saïd Belaribi (12/10/16) Zoheir Djelloul (01/01/17) Abdelghani Djabri                                                                                            | Stade Mokhtar-Abdellatif          | 12 000   |
| JSM Béjaïa            | 2014         | 13                   | El Hadi Khezzar (5/12/16) Younès Ifticene | Stade de l'Unité Maghrébine       | 17 500   |
| CRB Aïn Fakroun       | 2014         | 9                    | Mourad Karouf (14/10/16) Nadir Laknaoui (11/02/16) Saïd Hadj Mansour (25/03/17) Samir Houhou                                                                     | Stade des frères Demane-Debbih    | 10 000   |
| Paradou AC            | 2015         | 4                    | Josep Maria Nogués | Stade Omar Benrabah, Dar El Beïda | 15 000   |
| JSM Skikda            | 2015         | 6                    | Messaoud Khallout (28/09/16) Abdelkrim Benyelles (15/11/16) Didier Gomez                                                                                         | Stade du 20-Août-1955             | 30 000   |
| WA Boufarik           | 2016         | 1 (DNA Centre)       | Karim Majour (20/09/16) Billel Dziri (01/04/17) Mounir Dob | Stade Mohamed Reggaz              | 12 000   |
| US Biskra             | 2016         | 1 (DNA Est)          | Cherif Hadjar (17/10/16) Mounir Zeghdoud (25/03/17) Nadhir Laknaoui                                                                                              | Stade du 18-Février               | 30 000   |
| GC Mascara            | 2016         | 1 (DNA Ouest)        | François Bracci (02/10/16) Mokhtar Assas (13/12/16) Cherif Hadjar                                                                                                | Stade de l'Unité Africaine        | 23 000   |

## Compétition

### Classement
Le classement est établi sur le barème de points suivant : une victoire vaut 3 points, un match nul 1 point et une défaite 0 point.
| Rang | Équipe                | Pts | J  | G  | N  | P  | Bp | Bc | Diff |
| ---- | --------------------- | --- | -- | -- | -- | -- | -- | -- | ---- |
| 1    | Paradou AC            | 62  | 30 | 19 | 5  | 6  | 43 | 23 | +20  |
| 2    | USM Blida R           | 51  | 30 | 14 | 9  | 7  | 31 | 19 | +12  |
| 3    | US Biskra P           | 51  | 30 | 15 | 6  | 9  | 36 | 26 | +10  |
| 4    | JSM Béjaia            | 46  | 30 | 13 | 7  | 10 | 33 | 30 | +3   |
| 5    | JSM Skikda            | 45  | 30 | 13 | 6  | 11 | 33 | 23 | +10  |
| 6    | A Bou Saâda           | 40  | 30 | 10 | 10 | 10 | 32 | 31 | +1   |
| 7    | ASO Chlef             | 40  | 30 | 10 | 10 | 10 | 31 | 31 | 0    |
| 8    | MC Saida              | 40  | 30 | 10 | 10 | 10 | 28 | 30 | -2   |
| 9    | MC El Eulma -3        | 36  | 30 | 10 | 9  | 11 | 28 | 28 | 0    |
| 10   | ASM Oran R            | 36  | 30 | 7  | 15 | 8  | 30 | 32 | -2   |
| 11   | CA Bordj Bou Arreridj | 36  | 30 | 9  | 9  | 12 | 25 | 31 | -6   |
| 12   | CRB Aïn Fakroun       | 36  | 30 | 8  | 12 | 10 | 26 | 33 | -7   |
| 13   | GC Mascara P          | 35  | 30 | 8  | 11 | 11 | 26 | 31 | -5   |
| 14   | WA Boufarik P         | 32  | 30 | 6  | 14 | 10 | 22 | 31 | -9   |
| 15   | RC Arbaâ R -3         | 28  | 30 | 7  | 10 | 13 | 26 | 29 | -3   |
| 16   | AS Khroub             | 24  | 30 | 5  | 9  | 16 | 22 | 43 | -21  |

Promotions et relégations
- Montée en Ligue 1 2017-2018
- Maintenue en Ligue 2 2017-2018
- Relégation en DNA D3 2017-2018

Abréviations
R : Relégué de Ligue 1 2015-2016

P : Promus de DNA D3 2015-2016

* : Défalcation de 3 points à la suite de la non-régulation des salaires des joueurs.

′ : Défalcation de 3 points à la suite de l'instruction de la FIFA conformément à la décision de la Commission de discipline de la FIFA dans l’affaire qui oppose ce club à un de ces anciens entraîneurs .

### Calendrier
Calendrier publié le 23 août 2016

### Résultats
mise à jour après la 30e journée
| Résultats (▼dom., ►ext.)                                   | ABS | ASK | ASMO | ASO | CABBA | CRBAF | GCM | JSMB | JSMS | MCEE | MCS | PAC | RCA | USB | USMB | WAB |
| A. Bou Saada                                               |     | 1-0 | 0-0  | 1-0 | 1-0   | 0-1   | 3-0 | 2-1  | 1-1  | 1-0  | 2-0 | 3-0 | 2-1 | 0-1 | 0-0  | 1-0 |
| AS Khroub                                                  | 3-1 |     | 2-1  | 1-1 | 0-0   | 1-1   | 3-0 | 1-1  | 1-0  | 1-1  | 1-0 | 0-2 | 0-3 | 2-5 | 0-1  | 0-0 |
| ASM Oran                                                   | 2-2 | 0-0 |      | 2-1 | 0-0   | 1-1   | 0-0 | 0-0  | 2-0  | 3-2  | 1-1 | 1-0 | 3-1 | 2-4 | 2-1  | 1-2 |
| ASO Chlef                                                  | 1-0 | 3-0 | 1-1  |     | 2-0   | 1-1   | 2-1 | 2-3  | 0-0  | 1-1  | 2-1 | 0-2 | 1-1 | 2-1 | 1-4  | 2-2 |
| CA Bordj Bou Arreridj                                      | 1-1 | 1-1 | 1-2  | 2-2 |       | 1-0   | 2-1 | 3-1  | 2-1  | 1-0  | 2-1 | 1-2 | 0-2 | 2-0 | 1-0  | 0-1 |
| CRB Aïn Fakroun                                            | 2-2 | 2-1 | 2-1  | 1-0 | 0-0   |       | 1-2 | 1-0  | 0-0  | 2-1  | 0-0 | 1-1 | 0-0 | 1-1 | 0-0  | 1-0 |
| GC Mascara                                                 | 2-2 | 4-0 | 1-1  | 1-0 | 1-1   | 0-0   |     | 0-1  | 1-0  | 1-0  | 1-1 | 1-2 | 2-0 | 1-1 | 0-0  | 1-1 |
| JSM Béjaïa                                                 | 3-0 | 1-0 | 1-0  | 1-1 | 1-0   | 2-1   | 0-1 |      | 1-0  | 2-0  | 0-1 | 1-2 | 1-0 | 1-1 | 2-1  | 3-0 |
| JSM Skikda                                                 | 0-0 | 2-1 | 3-1  | 0-1 | 3-1   | 4-0   | 3-0 | 1-0  |      | 1-0  | 2-0 | 3-1 | 2-3 | 1-0 | 1-0  | 2-0 |
| MC El Eulma                                                | 1-1 | 1-0 | 0-0  | 0-1 | 3-0   | 2-0   | 0-0 | 2-2  | 1-0  |      | 1-0 | 2-0 | 1-0 | 1-1 | 0-2  | 1-1 |
| MC Saïda                                                   | 2-1 | 1-1 | 2-1  | 1-0 | 1-1   | 2-1   | 3-2 | 3-1  | 1-1  | 0-2  |     | 0-1 | 2-1 | 1-0 | 0-0  | 2-1 |
| Paradou AC                                                 | 3-1 | 3-1 | 1-1  | 0-1 | 1-0   | 1-0   | 0-1 | 2-1  | 1-0  | 4-0  | 0-0 |     | 2-1 | 4-1 | 2-1  | 3-0 |
| RC Arbaâ                                                   | 2-1 | 2-0 | 1-1  | 0-1 | 0-0   | 0-0   | 2-0 | 1-2  | 0-0  | 1-0  | 0-0 | 0-1 |     | 0-1 | 1-2  | 1-1 |
| US Biskra                                                  | 1-0 | 2-1 | 0-0  | 1-0 | 0-1   | 4-1   | 1-0 | 3-0  | 1-0  | 1-2  | 1-1 | 0-1 | 1-0 |     | 1-0  | 1-0 |
| USM Blida                                                  | 2-1 | 2-0 | 2-0  | 1-0 | 2-1   | 2-1   | 1-0 | 0-0  | 0-1  | 1-1  | 1-0 | 1-1 | 1-1 | 1-0 |      | 1-0 |
| WA Boufarik                                                | 1-1 | 1-0 | 0-0  | 1-1 | 1-0   | 3-2   | 1-1 | 0-0  | 1-1  | 0-1  | 2-0 | 0-0 | 1-1 | 0-1 | 1-1  |     |
| - Victoire à domicile - Match nul - Victoire à l'extérieur |     |     |      |     |       |       |     |      |      |      |     |     |     |     |      |     |

## Statistiques

### Leader par journée
La frise suivante montre l'évolution des équipes ayant successivement occupé la première place :

### Lanterne rouge (journée par journée)
La frise suivante montre l'évolution des équipes ayant successivement occupé la dernière place :

### Buts marqués par journée
Ce graphique représente le nombre de buts marqués lors de chaque journée.
Pour la phase allée, un total de 219 buts en 15 journées, ce qui donne une moyenne de 14,6 buts par journée.
La phase retour, montre un total de 248 buts en 15 journées, ce qui donne une moyenne de 16,53 buts par journée.
Alors que la moyenne de toute la saison est de 15,56 buts par journée, soit 1,94 buts par match (avec un total de 240 matchs).

### Bilan de la saison
Mise a jour : 30e journée
- Meilleure attaque :  Paradou AC avec 43 buts.
- Meilleure défense : USM Blida avec 19 buts.
- Premier but de la saison :  Nabil Yalaoui (joueur du CABBA)   2e pour CA Bordj Bou Arreridj contre GC Mascara (2 - 1), le 9 septembre 2016.
- Dernier but de la saison :  Ibrahim Menacer (joueur de l'USB)   89e (csc) pour AS Khroub contre US Biskra (2 - 5), le 14 mai 2017.
- Premier penalty :  Abdelkrim Zouari   25e (pen.) pour le MC Saida contre le A Bou Saada (2 - 1), le 16 septembre 2016.
- Premier doublé :  Nabil Yalaoui   2e   7e CA Bordj Bou Arreridj contre GC Mascara (2 - 1), le 9 septembre 2016.
- Premier triplé : Aucun joueur.
- Premier quadruplé : Aucun joueur.
- But le plus rapide d'une rencontre : 31 secondes par Youcef Zerguine pour l'USM Blida contre RC Arbaa (2 - 1), le 10 octobre 2016.
- Plus grand nombre de buts dans une rencontre : 7 buts : AS Khroub contre US Biskra (2 - 5), le 14 mai 2017.
- Plus large victoire à domicile : Paradou AC - MC El Eulma (4-0), le 16 septembre 2016 et GC Mascara - AS Khroub (4-0), le 29 avril 2017.
- Plus large victoire à l'extérieur : AS Khroub contre US Biskra (2 - 5), le 14 mai 2017.
- Journée de championnat la plus riche en buts : 28e journée avec 28 buts.
- Journée de championnat la plus pauvre en buts : 4e journée  avec 6 buts.
- Plus grand nombre de spectateurs dans une rencontre : 40 000 spectateurs lors de JSM Skikda - AS Khroub le 3 mars 2017

## Meilleurs buteurs
| 1                 | Adil Djabout      | US Biskra         | 14        | 5         |           |           |
| 2                 | Tayeb Meziani     | Paradou AC        | 11        | 0         |           |           |
| 2                 | Zakaria Naidji    | Paradou AC        | 11        | 2         |           |           |
| 3                 | Mustapha Melika   | ASO Chlef         | 10        | 3         |           |           |
| 4                 | Hamza Ounnas      | JSM Béjaia        | 9         | 8         |           |           |
| 5                 | Cheikh Hamidi     | JSM Béjaia        | 8         | 2         |           |           |
| 6                 | Youcef Zerguine   | USM Blida         | 7         | 3         |           |           |
| Total             | Total             | Total             | 467       | 467       |           |           |
| Moyenne par match | Moyenne par match | Moyenne par match | 1,94 buts | 1,94 buts | 1,94 buts | 1,94 buts |

Mis à jour le 14 mai 2017 (à l'issue de la 30e journée).
| Source : Site de lfp.dz 1 : Nombre de buts inscrits (+) avec nombre de pénaltys (-) |

| Nom                                | Club               |            |
| ---------------------------------- | ------------------ | ---------- |
| Meilleur Buteur de Ligue 2         | Adil Djabout       | US Biskra  |
| Meilleur Gardien de but de Ligue 2 | Ilyes Meziane      | USM Blida  |
| Meilleur Entraineur de Ligue 2     | Josep María Nogués | Paradou AC |
| Meilleur Joueur de Ligue 2         | Tayeb Meziani      | Paradou AC |